# Sveučilište u Genovi
Sveučilište u Genovi (talijanski:Università degli Studi di Genova) jedno je od najvećih sveučilišta u Italiji. Sveučilište je osnovano 1481. godine. Na sveučilištu radi oko 1750 profesora i istraživača.